# Вила Санто Стефано
Вѝла Са̀нто Стѐфано (на италиански: Villa Santo Stefano) е село и община в Централна Италия, провинция Фрозиноне, регион Лацио. Разположено е на 205 m надморска височина. Населението на общината е 1750 души (към 2010 г.).